# Georg Anton Jasmatzi

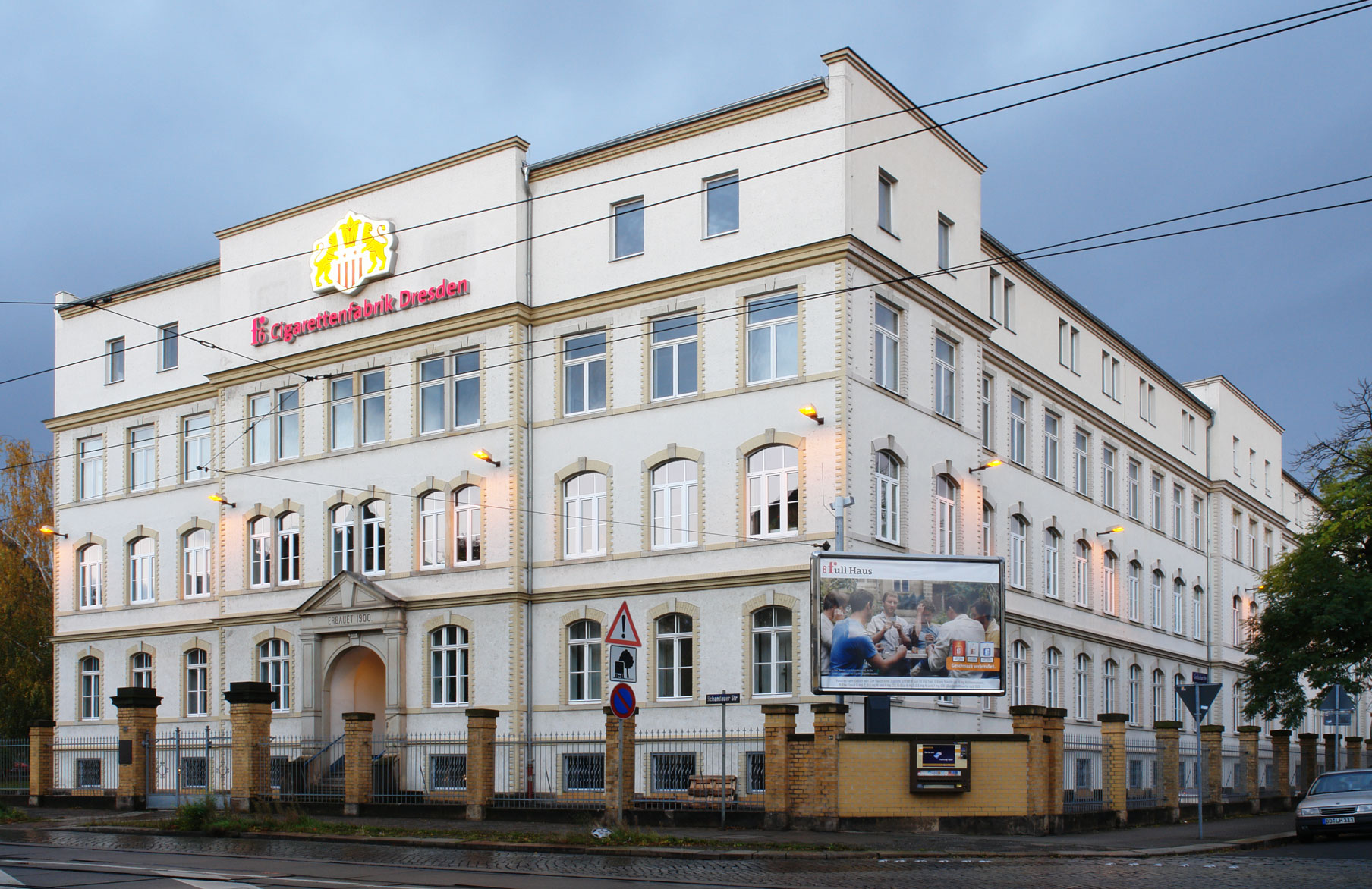
Hauptgebäude von 1900 der Zigarettenfabrik Jasmatzi

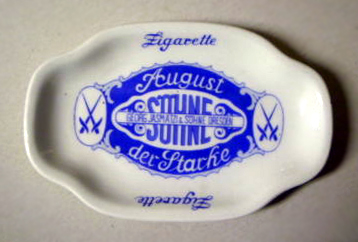
Ein Aschenbecher der Georg Jasmatzi & Söhne als Werbegeschenk für die Marke „August der Starke“

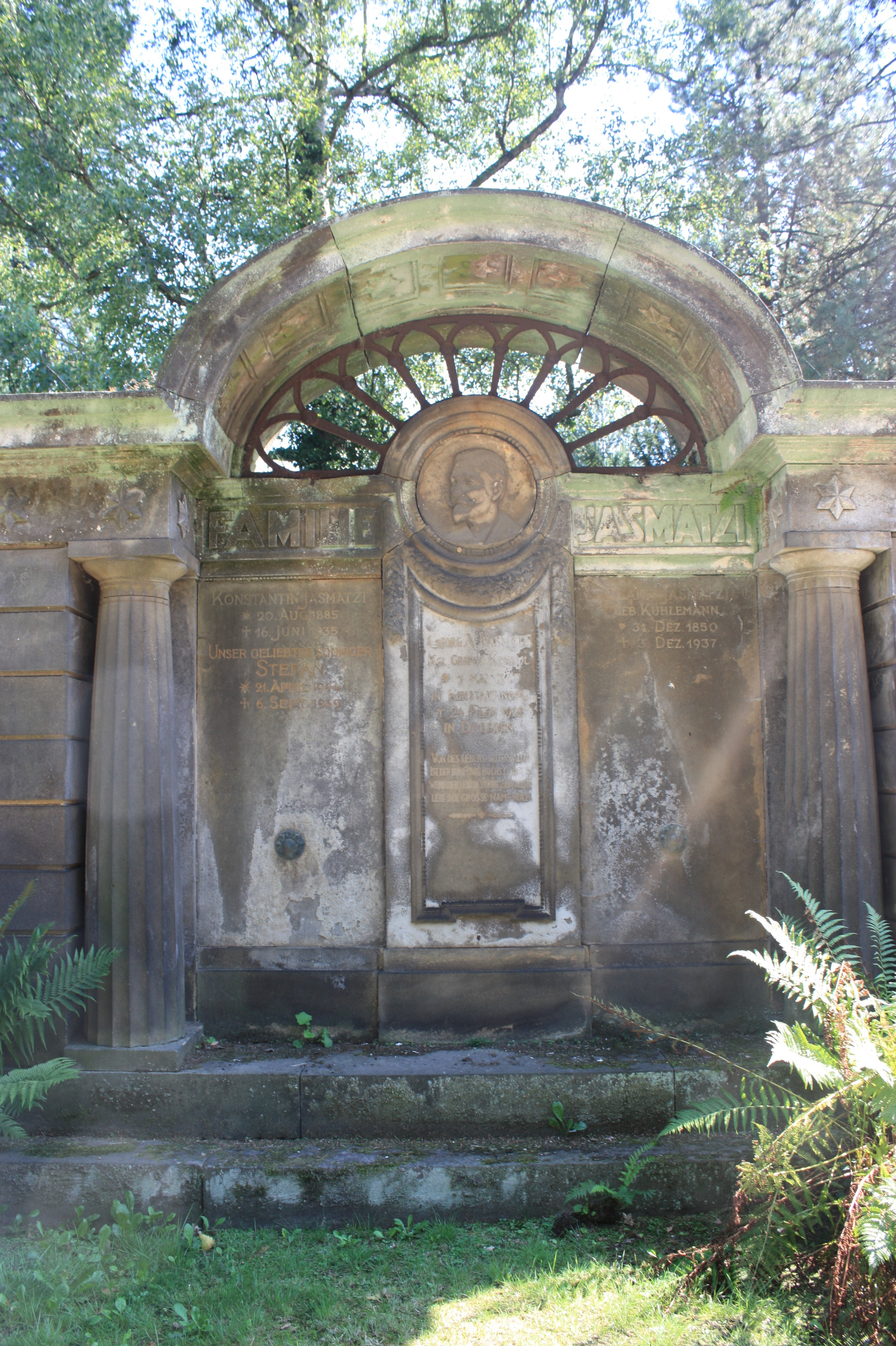
Grab Georg Anton Jasmatzi, Johannisfriedhof, Dresden

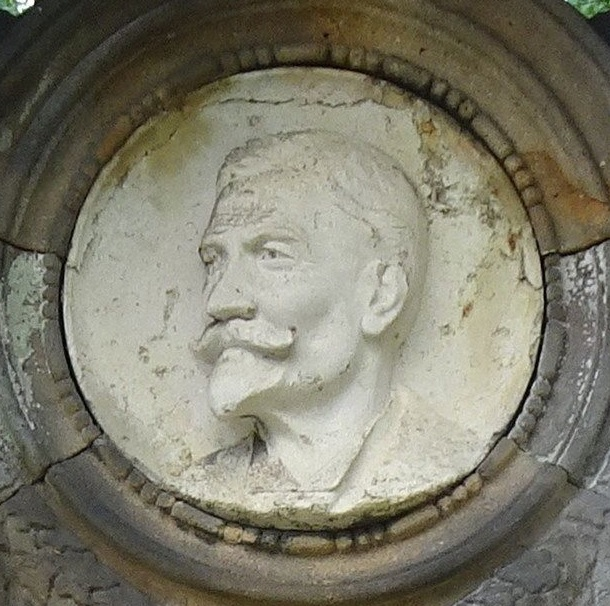
Georg Anton Jasmatzi

Georg Anton Jasmatzi (eigentlich: Georgios Antoniou Iasmatzis) (* 15. Mai 1846 in Konstantinopel; † 24. Februar 1922 in Dresden) war ein griechisch-deutscher Tabakfabrikant. In der früheren Zigarettenfabrik Jasmatzi wird heute die f6-Zigarette produziert.

## Leben
Georg Anton Jasmatzi war der Sohn des Anton Nicolaus Jatzmatzi, eines Kaufmanns in Konstantinopel, und der Kerikiza Hatzifoti. Er war griechisch-orthodoxer Christ. Georg Anton Jasmatzi siedelte 1868 nach Dresden. Zunächst war er als Werkmeister bei der Compagnie Laferme tätig. Im Jahr 1877 heiratete er in Dresden Erdmuthe Clara Auguste (1850–1937). Das Paar hatte 3 Töchter Helena (1881–1882), Sofie (1882–1885), Anastasia  (1884–?) und 2 Söhne Anton Gustav (1878–1944) und Konstantin (1885–1935), die später Mitinhaber der Zigarettenfirma ihres Vaters wurden.
1883 machte Georg Anton Jasmatzi sich mit einem Kapital von 930 Mark selbstständig, indem er selbstgedrehte Zigaretten verkaufte. Zwei Jahre später mietete er in der Dresdner Innenstadt einen Laden zum Verkauf seiner Zigaretten. 1889 erwarb Jasmatzi ein Grundstück an der Blasewitzer Straße. 1900 errichtete er ein Produktionsgebäude an der Schandauer Straße 68.
Bald überflügelte sein Unternehmen mit den Marken Cheops, Sphinx und Ramses die Firmen Kosmos, Union, Patras und Macedonia, welche ebenfalls in Dresden-Striesen Zigaretten produzierten. Jasmatzi wurde griechischer Konsul in Sachsen. 1901 wandelte er sein Unternehmen in die Jasmatzi AG um, wobei er fortan alleiniger Unternehmensleiter unter der Mehrheitsaktionärin American Tobacco blieb. Diese war mit einem Kapital von 10 Millionen Mark die größte Kapitalgesellschaft der Tabakindustrie in Deutschland. Als American Tobacco 1901 Jasmatzi gegen dessen Willen das alleinige Zeichnungsrecht entzog und ihm einen Vorstand zu Seite stellte, schied er 1902 aus der Gesellschaft aus und betätigte sich zunächst mit dem Handel von Rohtabak.
1908 begann Jasmatzi mit der Herstellung von Zigarettenmaschinen und mit einer eigenen Fabrik die Produktion von Zigarettenhülsen. Nach Ablauf seiner vertraglichen Verpflichtung, keine eigene Zigarettenproduktion zu betreiben, gründete er schließlich 1911 mit seinen Söhnen Anton Gustav Jasmatzi und Konstantin Jasmatzi die Gesellschaft Georg Jasmatzi & Söhne (Georg A. Jasmatzi and Sons) mit den Marken August der Starke, JAS und Kleine JAS. Georg Anton Jasmatzi starb 1922 und wurde auf dem Tolkewitzer Johannisfriedhof begraben.
Georg Jasmatzi gilt als

„… Begründer der Dresdner Zigarettenindustrie, die bis zum Zweiten Weltkrieg von zahlreichen großen und kleinen Firmen betrieben wurde. Sachsen hatte 1929 ein Tabaksteueraufkommen von 250 Millionen Reichsmark aufzuweisen. [… Durch Jasmatzi wurde] Dresden zu einem der größten Stapelplätze für Orienttabake und zugleich ein Standort der Zigarettenmaschinenindustrie.“

Die Jasmatzi AG und die Georg Jasmatzi & Söhne wurden nach 1945 zum VEB Jasmatzi verstaatlicht.